# 4854 Edscott
4854 Edscott è un asteroide della fascia principale. Scoperto nel 1981, presenta un'orbita caratterizzata da un semiasse maggiore pari a 2,9823365 UA e da un'eccentricità di 0,0620033, inclinata di 10,67427° rispetto all'eclittica.